# Флавий Аниций Хермогениан Олибрий
Флавий Аниций Хермогениан Олибрий (на латински: Flavius Anicius Hermogenianus Olybrius) е политик на Римската империя през 4 век.
Той е християнин и син на Секст Клавдий Петроний Проб (консул 371 г.) и Аниция Фалтония Проба. Брат е на Флавий Аниций Пробин и на Аниция Проба.
През 395 г. Олибрий е консул заедно с брат си Флавий Аниций Пробин. След разделянето на Империята по времето на императорите Хонорий и Аркадий през 395 г. се номинира един консул от Запада и един колега от Изтока.
Жени се за Аниция Юлиана и има син и дъщеря Деметриас.
Той е дядо на Флавий Аниций Олибрий (консул 464 г. и император 472 г.).